# Polnočni zvonovi
Polnočni zvonovi (tudi Falstaff, angleško Chimes at Midnight, špansko Campanadas a medianoche) je špansko-švicarski zgodovinski komično-dramski film iz leta 1965, ki ga je režiral in zanj napisal scenarij Orson Welles. Zgodba se osredotoča na sira Johna Falstaffa, Shakespeareov lik iz več del, in njegov očetovski odnos do princa Hala, ki mora izbirati med zvestobo svojemu pravemu očetu Henriku IV. in Falstaffu. Welles je označil osrednji motiv filma za »izdajo prijateljstva«. V glavnih vlogah nastopajo Welles kot Falstaff, Keith Baxter kot princ Hal, John Gielgud kot Henrik IV., Jeanne Moreau kot Doll Tearsheet in Margaret Rutherford kot gospodarica Quickly. Scenarij vsebuje besedilo iz petih Shakespeareovih del, največ iz iger Henrik IV., prvi del in Henrik IV., drugi del, manjši del pa iz iger Rihard II., Henrik V. in Vesele žene Windsorske. Besedilo pripovedovala (Ralph Richardson) se opira na kronike Raphaela Holinsheda.
Snemanje je potekalo v letih 1964 in 1965 v več delih Španije. Premierno je bil prikazan 22. decembra 1965 v Španiji, leta 1966 pa na Filmskem festivalu v Cannesu, kjer je osvojil dve nagradi. V francoskih kinematografih je bil premierno prikazan 8. maja 1966, v ameriških pa 17. marca 1967. Naletel je na negativne ocene ameriških kritikov, toda sodobni kritiki ga ocenjujejo za enega največjih Wellesovih dosežkov in tudi sam ga je označil za svoje najboljše delo. Čutil je tudi veliko povezanost z likom Falstaffa, ki ga je označil za »Shakespeareovo največjo stvaritev«. Zaradi dolgoletnega spora glede lastništva filma je bil izdan na DVDju šele leta 2015, restavrirana različica pa prikazana januarja 2016. 

## Vloge
- Orson Welles kot sir John Falstaff
- Keith Baxter kot princ Hal
- John Gielgud kot kralj Henrik IV.
- Margaret Rutherford kot gospodarica Quickly
- Jeanne Moreau kot Doll Tearsheet
- Alan Webb kot Shallow
- Walter Chiari kot Silence
- Michael Aldridge kot Pistol
- Tony Beckley kot Ned Poinsal
- Patrick Bedford kot Bardolph
- José Nieto kot grof Northumberlanda
- Fernando Rey kot grof Worcesterja
- Norman Rodway kot Henry Percy
- Marina Vlady kot Kate Percy
- Andrew Faulds kot grof Westmorlanda
- Jeremy Rowe kot princ John
- Beatrice Welles kot Falstaffov sluga
- Ralph Richardson kot pripovedovalec (glas)